# Nicola Chiaruzzi
Nicola Chiaruzzi (sinh ngày 25 tháng 12 năm 1987) là một cầu thủ bóng đá người San Marino.
Anh ta đã từng chơi cho Đội tuyển bóng đá quốc gia San Marino và có lần ra mắt quốc tế vào năm 2010.

## Danh hiệu
SP Tre Penne
- Campionato Sammarinese di Calcio: 2011–12, 2012–13, 2015–16, 2018–19
- Cúp quốc gia San Marino: 2016–17
- Siêu cúp bóng đá San Marino: 2013, 2016

Cá nhân
- Pallone di Cristallo: 2008